# بوگالاگرانده
بوگالاگرانده (به اسپانیایی: Bugalagrande) یک سکونتگاه مسکونی در کلمبیا است که در بخش بایه دل کائوکا واقع شده‌است.